# Вискокі
Вискокі (пол. Wyskoki) — село в Польщі, у гміні Стрикув Зґерського повіту Лодзинського воєводства.
Населення — 208 осіб (2011).

## Демографія
Демографічна структура станом на 31 березня 2011 року:
|          | Загалом | Допрацездатний вік | Працездатний вік | Постпрацездатний вік |
| -------- | ------- | ------------------ | ---------------- | -------------------- |
| Чоловіки | 99      | 18                 | 68               | 13                   |
| Жінки    | 109     | 17                 | 67               | 25                   |
| Разом    | 208     | 35                 | 135              | 38                   |